# Banco de Comércio e Indústria
Banco de Comércio e Indústria (BCI) é uma instituição financeira angolana privada com sede em Luanda, e com filiais em todo o território nacional. Pertence, desde outubro de 2021, ao grupo empresarial Carrinho.

## Histórico
O banco foi criado pelo decreto governamental nº 08-A/91, datado de 11 de julho de 1991.
O principal acionista, até 2021, era o governo angolano, com 98,92% das ações. Outros acionistas eram nove empresas públicas, sendo a: Porto de Luanda (PL-EP), TAAG, Seguros de Angola (ENSA) e Sonangol (com 0,19 por cento cada); Endiama, Empresa de Transportes Colectivos Urbanos de Luanda (TCUL), Empresa Nacional de Cervejas (CERVAL) e Angola Telecom (0,08 por cento cada), e; Bolama-Fábrica de Bolachas, com 0,01%.
Em outubro de 2021, no quadro do Programa de Privatizações (PROPIV) do governo angolano, o banco foi privatizado, passando a ser controlado pelo Grupo Carrinho (ou Grupo Leonor Carrinho).